# Mafuila Mavuba
Ricky Mavuba Mafuila Ku Mbundu (1949. december 15. – 1997.) kongói válogatott labdarúgó. A volt francia válogatott középpályás Rio Mavuba édesapja.

## Pályafutása

### A válogatottban
A zairei válogatottban szerepelt. Részt vett az 1968-as, és az 1974-es afrikai nemzetek kupáján, illetve az 1974-es világbajnokságon.

## Sikerei, díjai
AS Vita Club
- Zairei bajnok (7): 1970, 1971, 1972, 1973, 1975, 1977, 1980
- Bajnokcsapatok Afrika-kupája (2): 1973

Kongó-Kinshasa
- Afrikai nemzetek kupája győztes (1): 1968

Zaire
- Afrikai nemzetek kupája győztes (1): 1974